# Struthiola leptantha
Struthiola leptantha är en tibastväxtart som beskrevs av Harry Bolus. Struthiola leptantha ingår i släktet Struthiola och familjen tibastväxter. Inga underarter finns listade i Catalogue of Life.